# Trzy Tonie
Trzy Tonie – jezioro w Polsce, w województwie wielkopolskim, w powiecie nowotomyskim, w gminie Miedzichowo.

## Hydronimia
Jezioro pojawia się w źródłach w 1894 jako Dreifrei-See, a następnie Jez. Trzy Tonie  (1964), Trzytoniowe  (1996). Państwowy rejestr nazw geograficznych jako nazwę zestandaryzowaną jeziora podaje Trzy Tonie, wymieniając nazwę oboczną Jezioro Trzytoniowe.

## Morfometria
Według danych Instytutu Meteorologii i Gospodarki Wodnej powierzchnia zwierciadła wody jeziora wynosi 17,8 ha, natomiast według danych Instytutu Rybactwa Śródlądowego wielkość to 17,5 ha.
Średnia głębokość zbiornika wodnego to 4,1 m według IMGW i 4,4 m według IRŚ, a maksymalna – 9 m lub 9,3 m. Objętość jeziora według różnych źródeł wynosi od 729,8 tys. m³ do 772,7 tys. m³. Maksymalna długość jeziora to 590 m, a szerokość 440 m. Długość linii brzegowej wynosi 1800 m.
Według Atlasu jezior Polski (red. J. Jańczak, 1996) oraz według numerycznego modelu terenu udostępnionego przez Geoportal, lustro wody znajduje się na wysokości 54,1 m n.p.m.
Według Mapy Podziału Hydrograficznego Polski jezioro jest położone na terenie zlewni dziesiątego poziomu Bezpośrednia zlewnia jeziora Chłop. Identyfikator MPHP to 187875921.

## Zagospodarowanie
Administratorem wód jeziora jest Regionalny Zarząd Gospodarki Wodnej w Poznaniu. Utworzył on obwód rybacki, który obejmuje wody jeziora Trzy Tonie (Obwód rybacki jeziora Trzy Tonie w zlewni cieku Struga Wrońska – Nr 1). Gospodarkę rybacką na jeziorze prowadzi PZW Poznań.

## Ochrona Środowiska
Jezioro znajduje się na terenie Miedzichowskiego Parku Krajobrazowego oraz w granicach dwóch obszarów sieci Natura 2000: specjalnego obszaru ochrony siedlisk „Rynna Jezior Obrzańskich” PLH080002 i obszaru specjalnej ochrony ptaków „Jeziora Pszczewskie i Dolina Obry” PLB080005.